# جون بيتشر
جون بيتشر (بالإنجليزية: John Beecher)‏ هو نقابي وشاعر أمريكي، ولد في 22 يناير 1904، وتوفي في 11 مايو 1980.